# Velox Veritas
Velox Veritas es el tercer álbum de estudio del grupo de rock mexicano Rey Pila, lanzado el 21 de agosto de 2020 bajo el sello Arts & Crafts México. El disco fue grabado en los estudios Sonic Ranch en Texas y cuenta con la producción adicional de Dave Sitek y Ricardo Acasuso.
El título del disco hace referencia al "concepto de la verdad expedita, un término en inglés, la "fast truth", que refleja la construcción de pensamientos en corto, un efecto secundario de lo que uno puede leer en un tuit, un mensaje de WhatsApp, o cualquier red social, que te lleva a desarrollar una idea sin mayor background, o conocimiento previo". El álbum fue lanzado en plena Pandemia de Covid-19, por lo cual la banda no pudo apoyar el lanzamiento con presentaciones en vivo. El 9 de diciembre del 2020 se editó una versión "deluxe" del álbum con 4 temas adicionales.
La publicación musical Rolling Stone México incluyó al disco en su lista de "Los mejores discos del 2020", mientras que Filter Mexico lo incluyó entre "los 50 mejores discos de habla hispana en 2020".
El arte del disco fue realizado por el artista mexicano Dr. Lakra.

## Lista de canciones
Todas las canciones por Diego Solórzano, Andrés Velasco, Rodrigo Blanco y Miguel Hernández.
1. "Let It Burn" – 3:08
2. "Dark Paradise" – 4:03
3. "My Friends Are Going Crazy" – 3:37
4. "Drooling" – 3:39
5. "Casting a Shadow" – 3:35
6. "Steps (Pt. 2)" – 4:01
7. "Lash Out" – 3:13
8. "Josephine" – 3:14
9. "Over the Edge" – 3:52
10. "Danger" – 3:36
11. "Steps (Pt. 1)" – 4:31

## Créditos
- Diego Solórzano – productor
- Dave Sitek – productor, mezcla
- Ricardo Acasuso – productor, mezcla
- Brian Lucey – masterización
- Dr. Lakra – arte